# Myelois
Myelois is een geslacht van vlinders van de familie snuitmotten (Pyralidae), uit de onderfamilie Phycitinae.

## Soorten
- M. aeneella Zerny, 1914
- M. albicostalis Hampson, 1908
- M. alternella Lewin, 1942
- M. atrimaculalis Hampson, 1912
- M. basifuscalis Walker, 1863
- M. cinctipalpella Christoph, 1877
- M. cinerea Staudinger, 1879
- M. circumdatella Lederer, 1858
- M. circumvoluta - Distelhermelijntje (Fourcroy, 1785)
- M. cognata Staudinger, 1870
- M. conformella Amsel, 1951
- M. constanti Ragonot, 1893
- M. cribratella Zeller, 1847
- M. demawendella Zerny, 1939
- M. echinopisella Chrétien, 1911
- M. ephestialis Hampson, 1903
- M. fulgidella Predota., 1934
- M. fuscicostella Mann, 1861
- M. grossipunctella Ragonot, 1888
- M. heringi Hartig, 1938
- M. hispanicella Herrich-Schäffer, 1855
- M. immaculatella Ragonot, 1888
- M. incompta Zeller, 1847
- M. livens Caradja, 1938
- M. lutescentella Caradja, 1916
- M. luticornella Ragonot, 1887
- M. marsyusalis Walker, 1863
- M. millierella Ragonot, 1893
- M. multiflorella Ragonot, 1887
- M. multiforella Ragonot, 1893
- M. myopalis Turati, 1930
- M. mystica Roesler, 1988
- M. nigripalpella Christoph, 1887
- M. osseella Ragonot, 1887
- M. ossicolor Ragonot, 1893
- M. paucipunctella Zerny, 1939
- M. pluripunctella Ragonot, 1887
- M. pseudocribrum Kirpichnikova & Yamanaka, 1999
- M. pulverisnebulalis Caradja, 1933
- M. pumicosa Lederer, 1855
- M. quadripunctella Zerny, 1914
- M. staudingerella Ragonot, 1887
- M. subcognata Ragonot, 1887
- M. synclina Meyrick, 1937
- M. tabidella Mann, 1864
- M. tetricella Schiffermüller, 1775
- M. umbratella Treitschke, 1832